# Валенсианская вдова
«Валенсианская вдова» (исп. La viuda valenciana) — комедия в трёх действиях испанского драматурга Лопе де Веги на сюжет, взятый из итальянских новелл Маттео Банделло. Написана в 1604 году (окончательный вариант датирован 1619 годом), впервые опубликована в 1620 году.